# Gleichenia abscida
Gleichenia abscida là một loài dương xỉ trong họ Gleicheniaceae. Loài này được Rodway mô tả khoa học đầu tiên năm 1903.